# O-Zone
O-Zone je bio moldavski pop sastav, koji je stekao svjetsku popularnost pjesmom "Dragostea din tei".

## Povijest sastava
Sastav su 1999. osnovali Dan Bălan i Petru Jelihovschi, te su iduće godine objavili svoj prvi studijski album Dar, unde eşti... Ubrzo Jelihovschi napušta sastav, a zamjenjuju ga Arsenie "Arsenium" Todiraş i Radu Sîrbu. Idući album, Number 1 objavljuju 2002., a DiscO-Zone 2004. Na tom albumu se našla pjesma "Dragostea din tei", koja je sastavu donijela veliku popularnost. Pjesma se nalazila na prvom mjestu ljestvica mnogih europskih država, te na trećem mjestu u UK-u. Također, doživjela mnoge obrade i remikseve. Sastav je objavio još jedan singl "Despre tine", prije nego što je raspušten 2005. godine.

## Diskografija

### Albumi
- Dar, unde eşti (1999.)
- Number 1 (2002.)
- DiscO-Zone (2004.)

### Singlovi
- "Kayla my dear deggie" (1999)
- "Numai tu" (2002.)
- "Despre tine" (2002.)
- "Dragostea din tei" (2004.)
- "Despre tine" (2004.) (reizdanje)

## Vanjske poveznice
- Službena stranica  Arhivirana inačica izvorne stranice od 27. siječnja 2010. (Wayback Machine) (njem.)